# Независимый союз студентов Пекина
Независимый союз студентов Пекина (кит. 北京高校学生自治联合会) — китайская студенческая организация, инициировавшая протесты 1989 года на площади Тяньаньмэнь. Требовал легализации независимого студенческого движения, выступал за демократизацию общественно-политической жизни, против партийно-государственного диктата и коррупции. Играл организующую роль в первых манифестациях на Тяньаньмэнь апреля-мая 1989. Запрещён после военного подавления протестов. Многие лидеры и активисты были репрессированы либо эмигрировали из КНР.

## Предыстория
В конце 1970-х в КНР по инициативе Дэн Сяопина начались экономические реформы. Однако экономическая либерализация не сопровождалась политической. Масштабные репрессивные кампании периода Культурной революции прекратились, но политическая система основывалась на диктатуре КПК, оппозиция запрещалась, инакомыслие преследовалось. Летом 1980 по инициативе Дэн Сяопина были ограничены даже формальные права на публичные собрания и вывешивание дацзыбао.
Это вызывало заметное недовольство, особенно в среде интеллигенции и студенчества. Крупные студенческие волнения произошли в конце 1986 года. Студенты Научно-технического университета Китая призвали бойкотировать местные выборы в Хэфэе в знак протеста против их антидемократического характера. Протестующих поддержал первый проректор университета, известный профессор-астрофизик Фан Личжи. Движение распространилось на Шанхайский и Аньхойский университеты, вузы Нанкина, Гуанчжоу, Чунцина, Уханя, других городов. Выдвигались лозунги «Свобода и демократия!», «Долой диктатуру!», «Свобода или смерть!» К концу декабря движение перекинулось в столицу — начались акции студентов Пекинского университета и Университета Циньхуа. 1 января 1987 в Пекине произошли столкновения студентов с полицией, десятки демонстрантов были арестованы.
Студенческие протесты обеспокоили руководство КПК во главе с Дэн Сяопином. Ответственность была возложена на реформаторски настроенного генерального секретаря ЦК КПК Ху Яобана. Все признаки либерализации и демократизации общественной жизни связывались с его именем. Ху Яобан был обвинён в «буржуазной либерализации» и 16 января 1987 снят с высшего партийного поста. Он формально оставался членом Политбюро, но фактически находился в условиях, сходных с домашним арестом.
15 апреля 1989 Ху Яобан скончался. Тысячи жителей Пекина, в основном студенты, пришли на площадь Тяньаньмэнь к Памятнику народным героям, чтобы почтить его память. В столице распространялись листовки, задававшиеся риторическим вопросом: «Почему те, кого хотелось бы видеть живыми, умирают, в то время, как те, кому давно пора исчезнуть, живут?»

## Создание студенческого Союза
19 апреля в Пекинском университете состоялась встреча оппозиционных студенческих активистов всех крупных вузов столицы Было принято решение создать студенческую организацию. Сформировался комитет, на лидирующие позиции в котором выдвинулись студент Политологического университета Чжоу Юнцюнь, студент исторического факультета Пекинского университета Ван Дань, студент педагогического университета Уэр Кайси, аспирант-физик Фэн Цундэ, аспирант-политолог Пу Чжицян, студентка психологического факультета Пекинского университета Чай Лин. Активное организационное участие в создании принял выпускник Пекинского университета физик Лю Ган.
Студенческие активисты изъявили намерение создать свой союз, независимый от официальной студенческой федерации. Они выступили за общую демократизацию общественно-политической жизни КНР. Первой задачей являлось продолжение акций памяти Ху Яобана — было выдвинуто своеобразное требование посмертно отменить решение о его отстранении с поста генерального секретаря.
20 апреля группа студентов устроила мирную акцию близ Чжуннаньхая. Участники были разогнаны полицией, некоторые из них избиты. Это вызвало возмущение в городе, к студентам стали присоединяться рабочие. 24 апреля был объявлен бойкот занятий в вузах Пекина.
26 апреля активисты публично объявили о создании Независимого союза студентов Пекина. (При этом делались ссылки на Независимый союз студентов Польши, воссозданный к тому времени после длительного запрета.)

## Манифестации на Тяньаньмэнь
В день создания Союза официоз КПК Жэньминь жибао поместил установочную статью, в которой студенты обвинялись в «отравлении умов» и «провокации потрясений». Ответом стала демонстрация на Тяньаньмэнь 27 апреля.
Первоначально власти отказывались от какого-либо диалога с протестующими. В студенческом движении усматривалась опасность для существующего порядка. Китайский комсомол, официальные федерации молодёжи и студентов повели яростную «разоблачительную» кампанию. Однако создание Союза изменило тактику властей. Были сделаны попытки войти с лидерами в индивидуальные контакты. Это не дало результатов. Уэр Кайси расценил такие попытки как «правительственный трюк».
4 мая Независимый союз студентов Пекина организовал более чем 100-тысячную демонстрацию на Тяньаньмэнь в ознаменование 70-летия Движения 4 мая. Однако в тот же день Союз прекратил бойкот занятий и призвал студентов вернуться в аудитории. Этот шаг — компромиссный жест в адрес властей — привёл к падению студенческого энтузиазма. Союз начал терять авторитет.
Радикальные активисты не поддержали примирительную линию. 12 мая группа студентов во главе с Чай Лин, Ван Данем и Фэн Цундэ начала голодовку на Тяньаньмэнь. Руководство Союза воздержалось от одобрения этой акции. Однако она способствовала росту поддержки со стороны жителей Пекина. На площади появились палаточные лагеря. 13 мая было объявлено о создании Независимой ассоциации пекинских рабочих, которая занимала гораздо более жёсткие и конфронтационные позиции. Более радикальные группы — как рабочие, так и студенческие — постепенно оттеснили Союз от руководства движением.
Участники голодовки и их сторонники оставались на Тяньаньмэнь 16-17 мая — в дни официального визита в КНР Михаила Горбачёва. Приезд лидера советской Перестройки оказал вдохновляющее действие. Выдвигались лозунги поддержки советских преобразований, скандировалось имя советского гостя. При этом сам Горбачёв — заинтересованный в успехе переговоров с Дэн Сяопином — старался дистанцироваться от тяньаньмэньского движение и игнорировал его.
Программные установки Союза носили общедемократический характер, но оставались довольно умеренными. Они сводились к легализации Союза, признании его законного и демократического характера, разрешении свободных политических дискуссий. Студенты требовали официально аннулировать тезисы статьи в «Жэньминь жибао». Лидеры Союза полагали, что независимая студенческая организация самим фактом своего легального существования способствует продвижению демократических преобразований. Вопроса о принципиальном изменении системы власти в КНР студенты не поднимали. Речь шла не более чем о продолжении и развитии курса покойного Ху Яобана.
В этом состояло серьёзное различие между Студенческим союзом и Рабочей ассоциацией. Рабочие активисты призывали «сокрушить последнюю Бастилию сталинизма», установить контроль независимых профсоюзов над партией и государством, сурово наказать чиновников за произвол и коррупцию. Кроме того, многие рабочие осуждали рыночные реформы (за инфляцию, дороговизну, коррупцию), которые студенты в принципе поддерживали. Отношения между двумя объединениями складывали противоречиво, наряду с тесным сотрудничеством (рабочие охраняли студенческие собрания, студенты помогали составлять документы) возникали частые конфликты (студенты требовали «не провоцировать власти»). Отмечались случаи, когда более радикальные студенты — в том числе первый председатель инициативной группы Студенческого союза Чжоу Юнцюнь — переходили в Рабочую ассоциацию.

## Подавление
Партийно-государственное руководство не сразу определило линию в происходящем. Генеральный секретарь ЦК КПК Чжао Цзыян (преемник Ху Яобана), председатель ПК ВСНП Вань Ли, секретарь ЦК по связям с общественными организациями Ян Минфу высказывались за компромисс с протестующими. Премьер Госсовета Ли Пэн, председатель КНР Ян Шанкунь, мэр Пекина Чэнь Ситун выступали за силовое подавление протестов. Председатель дисциплинарной комиссии ЦК Цяо Ши предлагал «промежуточный вариант»: блокировать площадь и дождаться самоисчерпания протестов. Итоговое решение принимал Дэн Сяопин, занимавший пост председателя Военного совета ЦК КПК, но являвшийся реальным главой партии и государства. (Дэн Сяопин и особенно Ли Пэн вызывали наибольшее отторжение протестующих.)
13 мая Ян Минфу встретился с делегацией студентов (в том числе Чай Лин, Ван Данем и Уэр Кайси) Он предложил «изложить свои требования по официальным каналом» и сказал о «возможностях диалога». Однако встреча не дала результатов, поскольку партийное руководство не намеревалось вести переговоры, а протестующие не доверяли властям.
Принципиальное решение о силовой «зачистке» Тяньанмэнь было принято Дэн Сяопином не позднее 19 мая. В этот день площадь посетили Чжао Цзыян и Ли Пэн и призвали демонстрантов разойтись (Чжао Цзыян — эмоционально, со слезами, Ли Пэн — жёстко). 20 мая в Пекине было введено военное положение. 1 июня члены Политбюро получили санкционированную Дэн Сяопином докладную записку Ли Пэна о необходимости военного решения.
3-4 июня 1989 манифестация на Тяньаньмэнь была подавлена вооружёнными силами НОАК. Студенческие лидеры, в частности, Фэн Цундэ, пытались вступить в переговоры с солдатами и убедить их отказаться от насилия. Этого не удалось. В результате кровопролития погибли сотни людей.
12 июня Министерство общественной безопасности КНР издало циркуляр, в котором Независимый союз студентов Пекина, наряду с Независимой ассоциацией пекинских рабочих, объявлялись вне закона. Их руководителям предписывалось немедленно сдаться под угрозой суровой кары. Скрывшиеся активисты объявлялись в розыск, за укрывательство также предусматривалось наказание. Были выданы ордера на арест Уэр Кайси, Ван Даня, Чай Лин, Фэн Цундэ и ряда других студенческих активистов, всего в список разыскиваемых вошло 21 имя.
Впоследствии были проведены показательные процессы, на которых выносились смертные приговоры. Однако среди казнённых не было студентов, все они являлись активистами более радикальных рабочих организаций. Студентам выносились приговоры к тюремному заключению.

## Дальнейшие судьбы лидеров
Многие лидеры Союза эмигрировали из КНР — бежали (как Чай Лин) либо были высланы или отпущены после ареста и отбытия тюремных сроков (как Ван Дань).
Чай Лин и Фэн Цундэ живут в США, Ван Дань и Уэр Кайси — на Тайване, Пу Чжицян остался в Китае. Все они продолжают диссидентские выступления. Пу Чжицян вновь был арестован в 2014 году, к 25-летию тяньаньмэньских событий. Уэр Кайси ищет возможности сдаться китайским властям через Макао или Гонконг — чтобы таким образом получить возможность встретиться с родителями.